# Амалинівка
Амалинівка (рос. Амалиновка, нім. Amalien, пол. Amalinówka) — колишня німецька колонія у Курненській волості Новоград-Волинського повіту Волинської губернії та Улашанівській сільській раді Пулинського району Житомирської округи.
Лютеранське поселення на власних землях, розміщувалась південно-східніше м. Новоград-Волинський, лютеранські парафії — у Житомирі та Геймталі.

## Населення
Кількість населення: 40 осіб — 1859 р., 194 мешканці та 29 дворів — 1900 р., 148 осіб, 25 дворів — 1906 р., 150 осіб — 1910 р..

## Історія
В кінці 19 століття — колонія в Курненській волості Новоград-Волинського повіту.
В 1906 році колонія входила до складу Курненської волості (3-го стану) Новоград-Волинського повіту Волинської губернії. Відстань до повітового центру, м. Новограда-Волинського, становила 44 версти, до волосної управи в селі Курне — 15 верст. Найближче поштово-телеграфне відділення розташовувалось на станції Рудня.
У 1923 році увійшла до складу новоствореної Улашанівської сільської ради, котра, від 7 березня 1923 року, стала частиною новоствореного Пулинського району Житомирської округи.
Після 1923 року на обліку населених пунктів не значиться.